# Oliver Jarvis
Oliver Jarvis (Burwell, 9 gennaio 1984) è un pilota automobilistico britannico, attivo nel DTM dal 2008 al 2010. Dal 2011 è passato alle corse endurance. Nel 2016 è arrivato secondo nel Campionato del mondo endurance con il Team Audi Joest e nel 2022 ha vinto la 24 Ore di Daytona e il Campionato IMSA WeatherTech SportsCar con Meyer Shank Racing.

## Carriera

### Kart e formule minori
Jarvis cominciò a correre con i kart nel 1992, continuando a competervi con discreto successo fino al 2002, quando passò alle gare in monoposto, debuttando nel Campionato di Formula Ford britannico. Chiusa la prima stagione in settima posizione con 216 punti, l'anno successivo Jarvis rimase nella stessa categoria, conquistando tre podi, una pole position e 274 punti, che gli valsero l'ottava posizione in classifica finale.
Nel 2004 il pilota britannico prese parte alla Formula Renault 2.0 con la Manor, conquistando l'ottavo posto in Campionato; nella stagione successiva, rimasto nella stessa serie sempre con la Manor, vinse il Campionato grazie a cinque vittorie e dodici podi su venti gare. Nel 2006 Jarvis passò al Campionato britannico di Formula 3 con il team Carlin, giungendo secondo in classifica alle spalle di Mike Conway e davanti a Bruno Senna. Prese parte anche a due gare nella World Series by Renault e al Gran Premio di Macao di F3, senza però ottenere risultati di rilievo.
Nell'inverno 2006-2007 partecipò alla A1 Grand Prix come rappresentante della Gran Bretagna, prendendo parte a quattro gare e vincendone una. Nel 2007 Jarvis prese parte al Campionato giapponese di Formula 3, giungendo in terza posizione nella classifica generale e conquistando tre vittorie; vinse anche il prestigioso Gran Premio di Macao. Nella stessa stagione il pilota britannico fece il suo esordio nelle gare di durata, vincendo la 1000 km di Suzuka nell'ambito del campionato Super GT. Nell'inverno 2007-2008 rappresentò nuovamente la Gran Bretagna nella A1 Grand Prix, partecipando a dieci gare e vincendone una.

### DTM
Nel 2008 Jarvis fu ingaggiato dalla Audi per gareggiare nel DTM nelle file del team Phoenix. Nella prima stagione il pilota britannico andò a punti solo due volte, chiudendo il Campionato in tredicesima posizione. Confermato per l'anno successivo sempre al team Phoenix, Jarvis conquistò il nono posto in classifica generale con 18 punti, facendo segnare una pole position nella gara di Zandvoort e conquistando due podi. Nel 2009 il pilota britannico prese parte alla 1000 km di Okayama in coppia con Christian Bakkerud e chiudendo gara 1 al terzo posto e gara 2 in quinta posizione, alla guida di una Audi del team Kolles.
Nel 2010 Jarvis continuò nel DTM e passò al Team Abt, sempre con la Audi; chiuse l'anno confermando la nona posizione in classifica della stagione precedente, senza però conquistare podi. Prese parte anche alla 24 Ore di Le Mans con una Audi R10 del team Kolles, senza però portare a termine la gara.

### Endurance
Dopo la partecipazione nel 2010, Jarvis torna a competere nella 24 Ore di Le Mans, con Audi Sport Team Joest ottiene due terzi posti consecutivi nel 2012 e 2013. Dal 2015 entra a tempo pieno nel Campionato del mondo endurance con l'Audi, l'anno successivo ottiene la vittoria nella 6 Ore di Spa-Francorchamps e nella 6 Ore del Bahrain chiudendo secondo in classifica piloti.

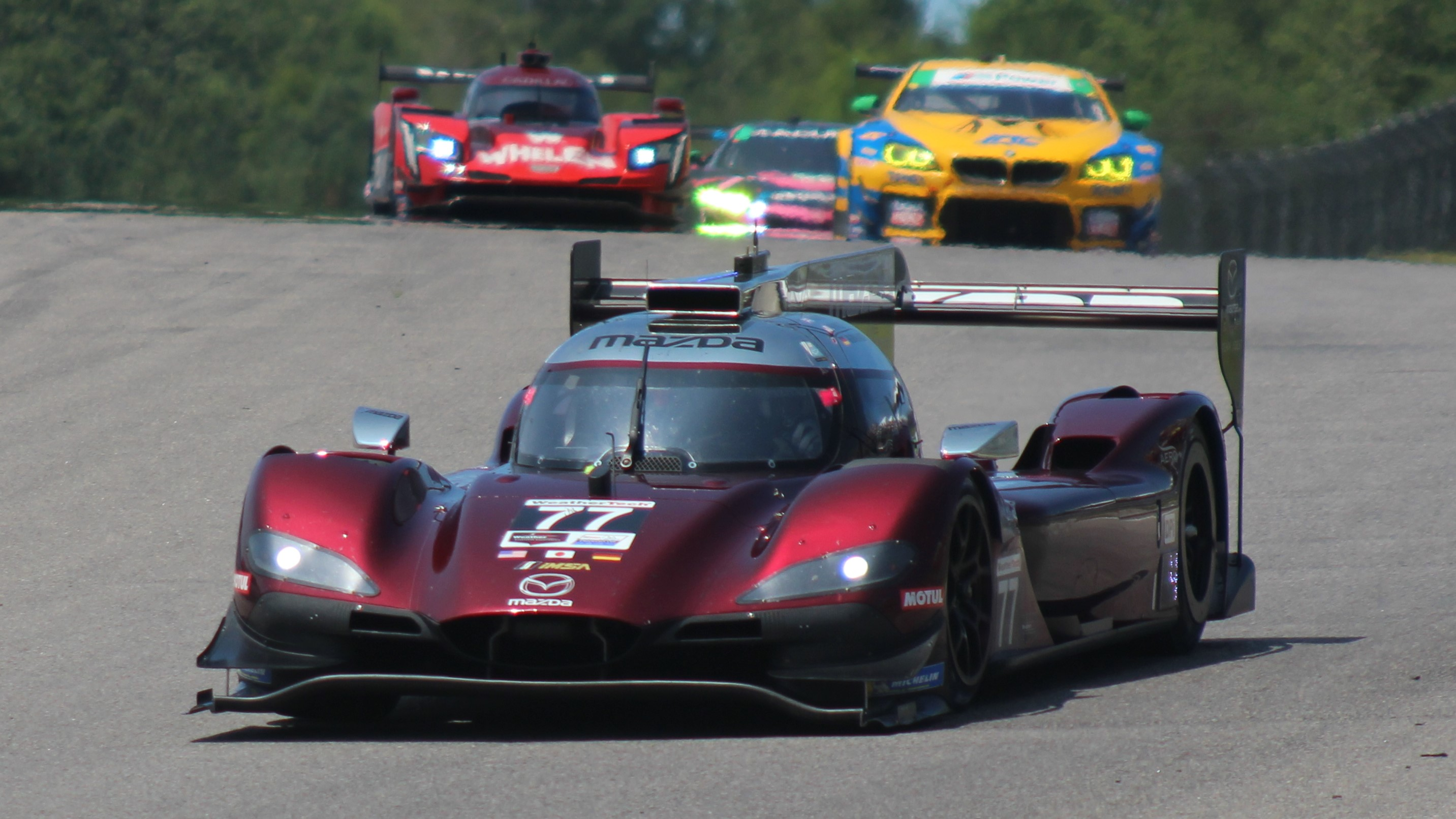
La Mazda RT24-P, vettura con cui Jarvis ha corso dal 2018 al 2021

Nel 2017 scende in classe, corre nella LMP2 con il team Jackie Chan DC. Jarvis ottiene tre vittorie di classe tra cui la 24 Ore di Le Mans e chiude secondo in classifica. Nel 2018 lascia il WEC per il Campionato IMSA WeatherTech SportsCar dove torna a competere nella massima classe guidando la Mazda RT24-P. Il pilota britannico rimane legato con la Mazda fino il 2021 con cui ottiene tre vittorie, tra le quali la 6 Ore di Watkins Glen nel 2021.
Nel 2022 Jarvis corre in contemporanea nel Mondiale Eundurance e nel Campionato IMSA: nella serie americana si unisce a Meyer Shank Racing, team sponsorizzato dalla Acura, mentre nel WEC corre nella classe LMP2 con l'United Autosports USA. Con l'Acura ARX-05 vince per la sua prima volta la 24 Ore di Daytona, nel resto della stagione ottiene cinque secondi posti e la sua seconda vittoria nella Petit Le Mans. In coppia con Tom Blomqvist si laurea campione nella serie davanti ad Filipe Albuquerque e Ricky Taylor.
Nel 2023 partecipa alla 24 Ore di Daytona nella classe LMP2 con il team Era Motorsport, mentre viene confermato dal team United Autosports USA per il WEC, ELMS per ALMS, nel primo dividerà l'Oreca 07 con Blomqvist e Josh Pierson, nel secondo con Marino Sato e Philip Hanson,mentre nella Asian Le Mans Series con Garnet Patterson e Yasser Shahin.

## Risultati

### Risultati completi in DTM
(legenda) (i risultati in grassetto indicano la pole position, quelli in corsivo il giro più veloce)
| Stagione | Scuderia          | 1        | 2       | 3       | 4     | 5      | 6       | 7      | 8      | 9      | 10      | 11      | Pos | Punti |
| -------- | ----------------- | -------- | ------- | ------- | ----- | ------ | ------- | ------ | ------ | ------ | ------- | ------- | --- | ----- |
| 2008     | Audi Team Phoenix | HOC1 9   | OSC 15  | MUG 5   | LAU 8 | NOR 12 | ZAN 17  | NÜR 13 | BRH 12 | CAT 9  | BUG Rit | HOC2 10 | 13º | 5     |
| 2009     | Audi Team Phoenix | HOC1 3   | LAU Rit | NOR Rit | ZAN 2 | OSC 15 | NÜR Rit | BRH 8  | CAT 9  | DIJ 15 | HOC2 6  |         | 9º  | 18    |
| 2010     | Audi Abt          | HOC1 Rit | VAL 15  | LAU 11  | NOR 4 | NÜR 11 | ZAN 6   | BRH 6  | OSC 13 | HOC2 6 | ADR 5   | SHA 17  | 9º  | 18    |

### Risultati 24 Ore di Le Mans

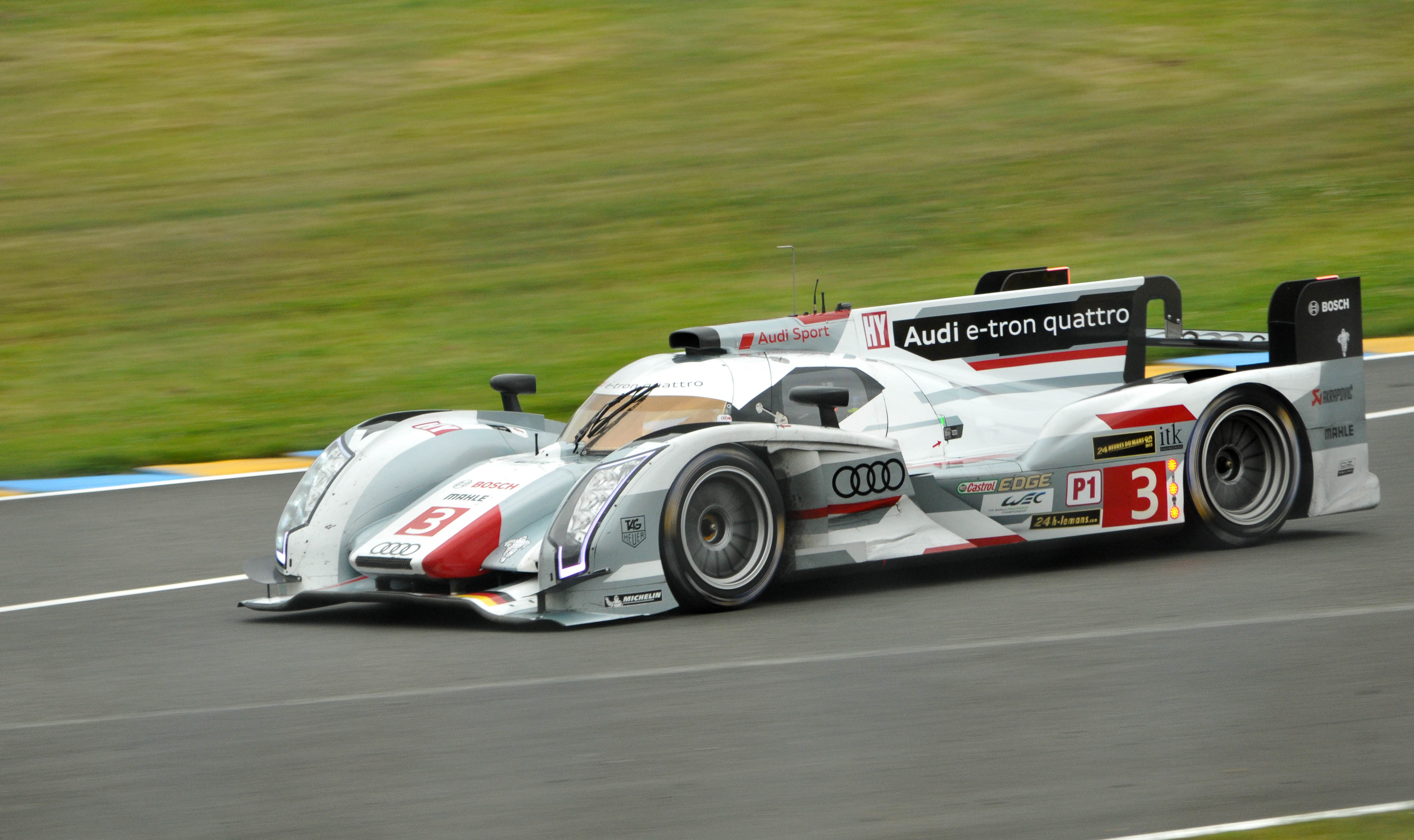
L'Audi R18 e-tron quattro, vettura con cui Jarvis ha corso quattro 24 Ore di Le Mans

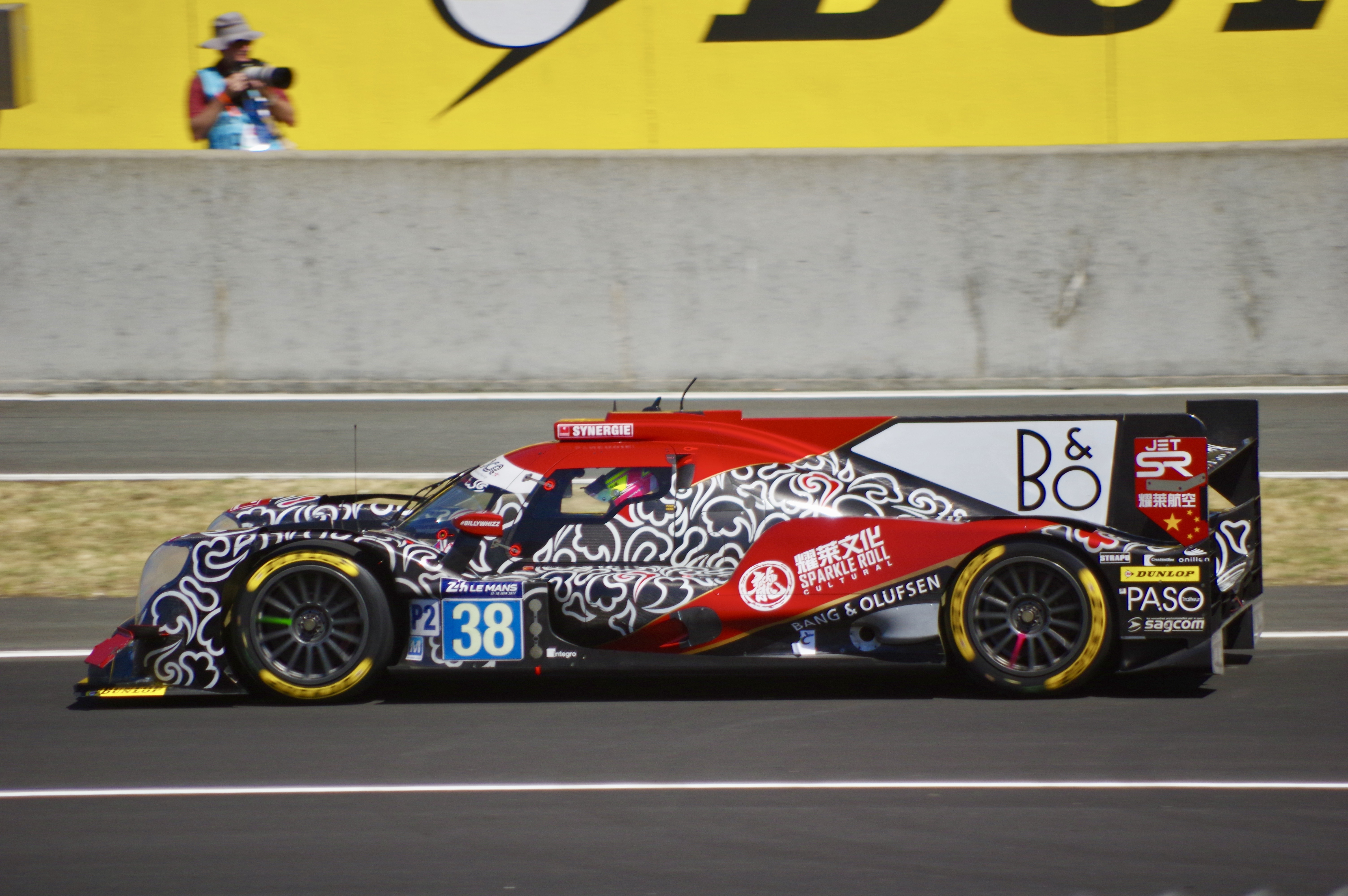
L'Oreca 07 con cui Jarvis ha vinto la 24 Ore di Le Mans nella classe LMP2

| Anno | Team                        | Co-Pilota                            | Auto                    | Classe  | Giri | Pos. | Class Pos. |
| ---- | --------------------------- | ------------------------------------ | ----------------------- | ------- | ---- | ---- | ---------- |
| 2010 | Kolles                      | Christian Bakkerud Christijan Albers | Audi R10 TDI            | LMP1    | 331  | DNF  | DNF        |
| 2012 | Audi Sport North America    | Marco Bonanomi Mike Rockenfeller     | Audi R18 ultra          | LMP1    | 375  | 3°   | 3°         |
| 2013 | Audi Sport Team Joest       | Marc Gené Lucas di Grassi            | Audi R18 e-tron quattro | LMP1    | 347  | 3°   | 3°         |
| 2014 | Audi Sport Team Joest       | Filipe Albuquerque Marco Bonanomi    | Audi R18 e-tron quattro | LMP1-H  | 25   | DNF  | DNF        |
| 2015 | Audi Sport Team Joest       | Lucas di Grassi Loïc Duval           | Audi R18 e-tron quattro | LMP1    | 392  | 4°   | 4°         |
| 2016 | Audi Sport Team Joest       | Lucas di Grassi Loïc Duval           | Audi R18                | LMP1    | 372  | 3°   | 3°         |
| 2017 | Jackie Chan DC Racing       | Ho-Pin Tung Thomas Laurent           | Oreca 07-Gibson         | LMP2    | 366  | 2°   | 1°         |
| 2019 | Risi Competizione           | Jules Gounon Pipo Derani             | Ferrari 488 GTE Evo     | GTE Pro | 329  | 40°  | 11°        |
| 2020 | G-Drive Racing with Algarve | Ryan Cullen Nick Tandy               | Aurus 01-Gibson         | LMP2    | 105  | DNF  | DNF        |
| 2021 | Risi Competizione           | Ryan Cullen Felipe Nasr              | Oreca 07-Gibson         | LMP2    | 275  | NC   | NC         |
| 2022 | United Autosports USA       | Josh Pierson Alex Lynn               | Oreca 07-Gibson         | LMP2    | 368  | 10°  | 6°         |
| 2023 | United Autosports USA       | Tom Blomqvist Josh Pierson           | Oreca 07-Gibson         | LMP2    | 323  | 18º  | 8º         |
| 2024 | United Autosports           | Bijoy Garg Nolan Siegel              | Oreca 07-Gibson         | LMP2    | 297  | 15º  | 1º         |
| 2025 | United Autosports           | Ben Hanley Daniel Schneider          | Oreca 07-Gibson         | LMP2    | 363  | 28º  | 11º        |

### Risultati WEC
| Anno    | Squadra               | Classe | Vettura    | SIL | SPA | LMS | SÃO | COA | FUJ | SHA | BHR |     | Punti | Pos. |
| ------- | --------------------- | ------ | ---------- | --- | --- | --- | --- | --- | --- | --- | --- | --- | ----- | ---- |
| 2013    | Audi Team Joest       | LMP1   | R18 e-tron |     | 3   | 3   |     |     |     |     |     |     | 45    | 9°   |
| Anno    | Squadra               | Classe | Vettura    | SIL | SPA | LMS | COA | FUJ | SHA | BHR | SÃO |     | Punti | Pos. |
| 2014    | Audi Team Joest       | LMP1   | R18 e-tron |     |     | Rit |     |     |     |     |     |     | 0     | 27°  |
| Anno    | Squadra               | Classe | Vettura    | SIL | SPA | LMS | NÜR | COA | FUJ | SHA | BHR |     | Punti | Pos. |
| 2015    | Audi Team Joest       | LMP1   | R18 e-tron | 5   | 7   | 4   | 4   | 3   | 4   | 4   | 6   |     | 99    | 4°   |
| Anno    | Squadra               | Classe | Vettura    | SIL | SPA | LMS | NÜR | MEX | COA | FUJ | SHA | BHR | Punti | Pos. |
| 2016    | Audi Team Joest       | LMP1   | R18        | Rit | 1   | 3   | 2   | 15  | 2   | 2   | 5   | 1   | 147.5 | 2°   |
| Anno    | Squadra               | Classe | Vettura    | SIL | SPA | LMS | NÜR | MEX | COA | FUJ | SHA | BHR | Punti | Pos. |
| 2017    | Jackie Chan DC        | LMP2   | Oreca 07   | 1   | 3   | 1   | 1   | 9   | 4   | 3   | 4   | 2   | 175   | 2°   |
| Anno    | Squadra               | Classe | Vettura    | SIL | FUJ | SHA | BHR | COA | SPA | LMS | BHR |     | Punti | Pos. |
| 2019-20 | Team LNT              | LMP1   | G60-LT-P1  | 12  |     |     |     |     |     |     |     |     | 6.5   | 12°  |
| 2019-20 | United Autosports     | LMP2   | Oreca 07   |     | 3   |     |     |     |     |     |     |     | 15    | 15°  |
| Anno    | Squadra               | Classe | Vettura    | SEB | SPA | LMS | MON | FUJ | BHR |     |     |     | Punti | Pos. |
| 2022    | United Autosports USA | LMP2   | Oreca 07   | 1   | 6   | 5   | 5   | 5   | 2   |     |     |     | 133   | 3°   |
| Anno    | Squadra               | Classe | Vettura    | SEB | ALG | SPA | LMS | MON | FUJ | BHR |     |     | Punti | Pos. |
| 2023    | United Autosports     | LMP2   | Oreca 07   | Rit | 1   | 2   | 6   | 4   | 4   | 8   |     |     | 93    | 5°   |
| Legenda |                       |        |            |     |     |     |     |     |     |     |     |     |       |      |

* Stagione in corso.

### Risultati IMSA WeatherTech SportsCar
| Anno | Squadra               | Classe | Vettura           | 1      | 2      | 3     | 4     | 5      | 6      | 7     | 8      | 9     | 10    | 11  | Punti | Pos. |
| ---- | --------------------- | ------ | ----------------- | ------ | ------ | ----- | ----- | ------ | ------ | ----- | ------ | ----- | ----- | --- | ----- | ---- |
| 2014 | Fall-Line Motorsports | GTD    | Audi R8 LMS ultra | DAY 29 | SEB    | LGA   | DET   | WGL    | MOS    | IMS   | ELK    | VIR   | COA   | PET | 1     | 158° |
| 2018 | Mazda Team Joest      | P      | Mazda RT24-P      | DAY 17 | SEB 8  | LBH 4 | MDO 3 | DET 9  | WGL 13 | MOS 6 | ELK 11 | LGA 9 | PET 2 |     | 234   | 8°   |
| 2019 | Mazda Team Joest      | DPi    | Mazda RT24-P      | DAY 11 | SEB 11 | LBH 4 | MDO 2 | DET 10 | WGL 2  | MOS 1 | ELK 3  | LGA 6 | PET 6 |     | 268   | 5°   |
| 2020 | Mazda Team Joest      | DPi    | Mazda RT24-P      | DAY 2  |        |       |       |        |        |       |        |       |       |     | 247   | 7°   |
| 2020 | Mazda Motorsports     | DPi    | Mazda RT24-P      |        | DAY 2  | SEB 4 | ELK 6 | ATL 7  | MDO 5  | PET 7 | LGA 5  | SEB 3 |       |     | 247   | 7°   |
| 2021 | Mazda Motorsports     | DPi    | Mazda RT24-P      | DAY 3  | SEB 2  | MDO 3 | DET 4 | WGL 1  | WGL 5  | ELK 2 | LGA 5  | LBH 5 | PET 1 |     | 3264  | 3°   |
| 2022 | Meyer Shank Racing    | DPi    | Acura ARX-05      | DAY 1  | SEB 5  | LBH 4 | LGA 2 | MDO 2  | DET 2  | WGL 2 | MOS 2  | ROA 4 | PET 1 |     | 3432  | 1º   |

### Risultati nel ELMS
| Anno    | Squadra           | Classe      | Vettura  | BAR | LEC | ARA | SPA | POR | ALG | Punti | Pos. |
| ------- | ----------------- | ----------- | -------- | --- | --- | --- | --- | --- | --- | ----- | ---- |
| 2023    | United Autosports | LMP2        | Oreca 07 | 6   | 7   | 1   | 5   | 1   | 1   | 110   | 2°   |
| Anno    | Squadra           | Classe      | Vettura  | BAR | LEC | IMO | SPA | MUG | ALG | Punti | Pos. |
| 2024    | United Autosports | LMP2 Pro/Am | Oreca 07 | 7   | 3   | 7   |     | 4   | Rit | 37    | 9°   |
| Legenda |                   |             |          |     |     |     |     |     |     |       |      |

*Stagione in corso.